# ダラス郡 (アーカンソー州)
ダラス郡（英: Dallas County）は、アメリカ合衆国アーカンソー州の南部に位置する郡である。2010年国勢調査での人口は8,116人であり、2000年の9,210人から11.9%減少した。郡庁所在地はフォーダイス市（人口4,300人）であり、同郡で人口最大の都市でもある。ダラス郡は1845年1月1日に州内49番目の郡として設立され、郡名は第11代アメリカ合衆国副大統領を務めたジョージ・ダラスに因んで名付けられた。

## 地理
アメリカ合衆国国勢調査局に拠れば、郡域全面積は668.16平方マイル (1,730.5 km2)であり、このうち陸地667.42平方マイル (1,728.6 km2)、水域は0.74平方マイル (1.9 km2)で水域率は0.11%である。

### 主要高規格道路
- アメリカ国道79号線
- アメリカ国道167号線
- アーカンソー州道7号線
- アーカンソー州道8号線
- アーカンソー州道9号線
- アーカンソー州道46号線
- アーカンソー州道48号線

### 隣接する郡
- グラント郡 - 北東
- クリーブランド郡 - 東
- カルフーン郡 - 南東
- ワシタ郡 - 南西
- クラーク郡 - 西
- ホットスプリング郡 - 北西

## 人口動態

人口ピラミッド

以下は2000年の国勢調査による人口統計データである。
| 基礎データ - 人口: 9,210人 - 世帯数: 3,519 世帯 - 家族数: 2,431 家族 - 人口密度: 5人/km2（14人/mi2） - 住居数: 4,401軒 - 住居密度: 3軒/km2（7軒/mi2） 人種別人口構成 - 白人: 56.96% - アフリカン・アメリカン: 40.98% - ネイティブ・アメリカン: 0.24% - アジア人: 0.23% - その他の人種: 1.01% - 混血: 0.59% - ヒスパニック・ラテン系: 1.92% 年齢別人口構成 - 18歳未満: 26.2% - 18-24歳: 8.3% - 25-44歳: 24.5% - 45-64歳: 24.1% - 65歳以上: 17.0% - 年齢の中央値: 38歳 - 性比（女性100人あたり男性の人口） - 総人口: 94.3 - 18歳以上:91.9 | 世帯と家族（対世帯数） - 18歳未満の子供がいる: 29.6% - 結婚・同居している夫婦: 51.0% - 未婚・離婚・死別女性が世帯主: 13.8% - 非家族世帯: 30.9% - 単身世帯: 28.3% - 65歳以上の老人1人暮らし: 13.9% - 平均構成人数 - 世帯: 2.48人 - 家族: 3.03人 収入と家計 - 収入の中央値 - 世帯: 26,608米ドル - 家族: 32,630米ドル - 性別 - 男性: 28,538米ドル - 女性: 17,884米ドル - 人口1人あたり収入: 14,610米ドル - 貧困線以下 - 対人口: 18.9% - 対家族数: 13.3% - 18歳未満: 23.8% - 65歳以上: 20.0% |

## 都市と町
- カーシージ
- フォーダイス - 郡庁所在地
- スパークマン

## 郡区
アーカンソー州の郡はさらに郡区に小区分されている。各郡区には未編入領域と、編入済み自治体がある。現代の郡区にはその維持目的が限られたものになっている。アメリカ合衆国国勢調査局は郡区を元に人口を集計している。また系図調査など歴史的な目的には価値がある。1つ以上の郡区に入っている町や都市は統計調査に基づいて扱われる。ダラス郡の郡区は下記リストの14区であり、その中に含まれる町や都市を括弧書きしている。
- バン
- チェスター（カーシージ）
- ドライラン（フォーダイスの一部）
- フォーダイス（フォーダイスの大半）
- ホリースプリングス
- ジャクソン
- リバティ
- マンチェスター
- ニックス
- オーウェン（スパークマン）
- プリンストン
- スミス
- サウスオール
- ウィロウ